# 哈马 (叙利亚)
哈馬（羅馬化：Hama，直译：「「城堡」」）位於敘利亞首都大馬士革以北213公里（霍姆斯以北46公里），也是哈馬省的首府，面積3,680平方公里，2024年人口約100萬，為敘利亞第四大城市，排在大馬士革、阿勒頗及霍姆斯之後，是重要的農業和工業中心。哈馬居民以遜尼派教徒為主，也有專為東正教徒而設的地區。城內最有名的旅遊景點是17座古老大水車（noria），每座水車直徑達20米，用於把河水經導水管輸往城內和鄰近的耕地。

## 歷史
1980年代，哈菲茲·阿薩德的復興黨政權曾在此鎮壓穆斯林兄弟會起義，史稱哈馬大屠殺。
敘利亞內戰期間，在2024年敘利亞西北部攻勢後，敘利亞反對派於同年12月5日攻佔哈馬。

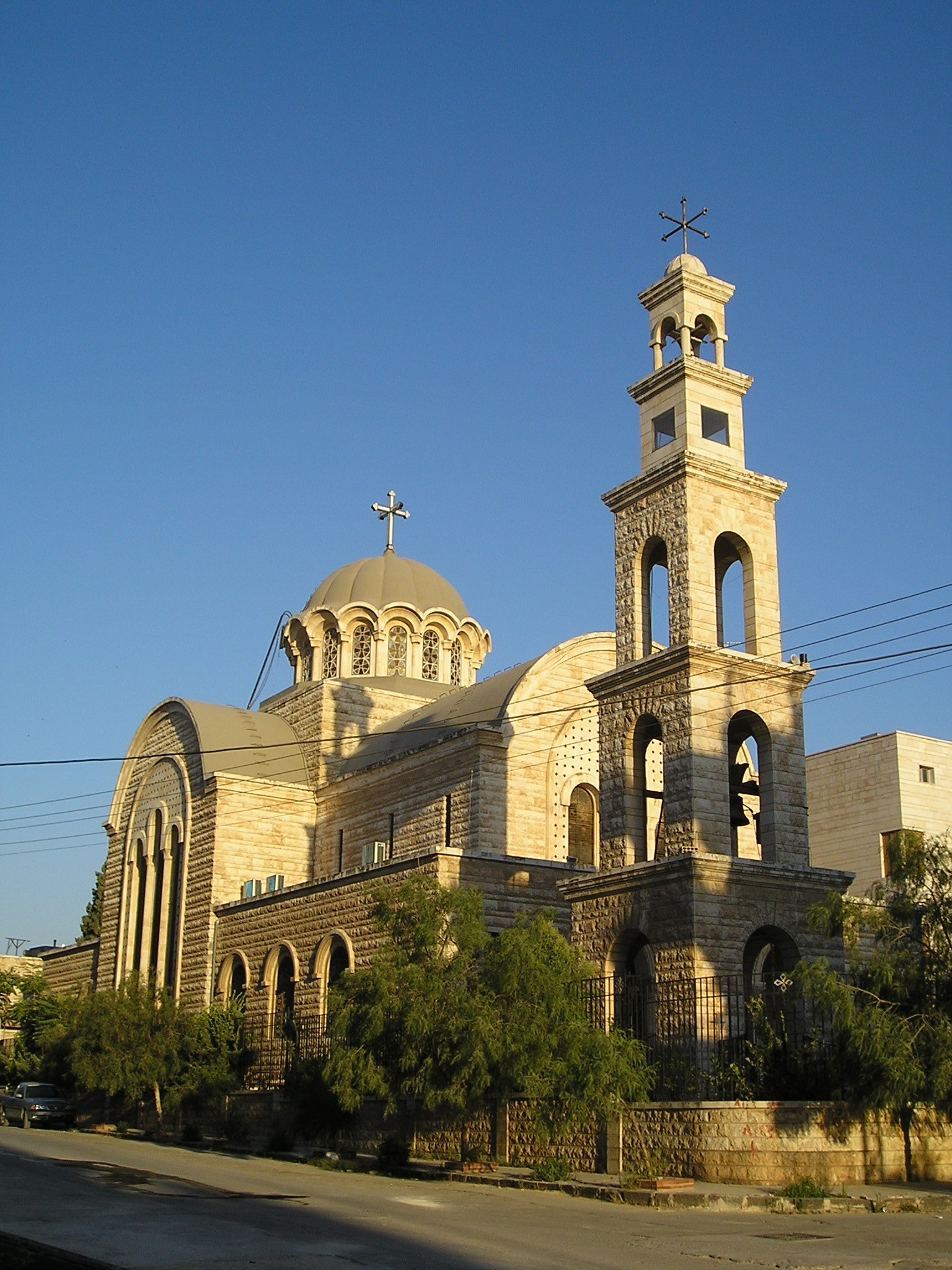
東正教教堂

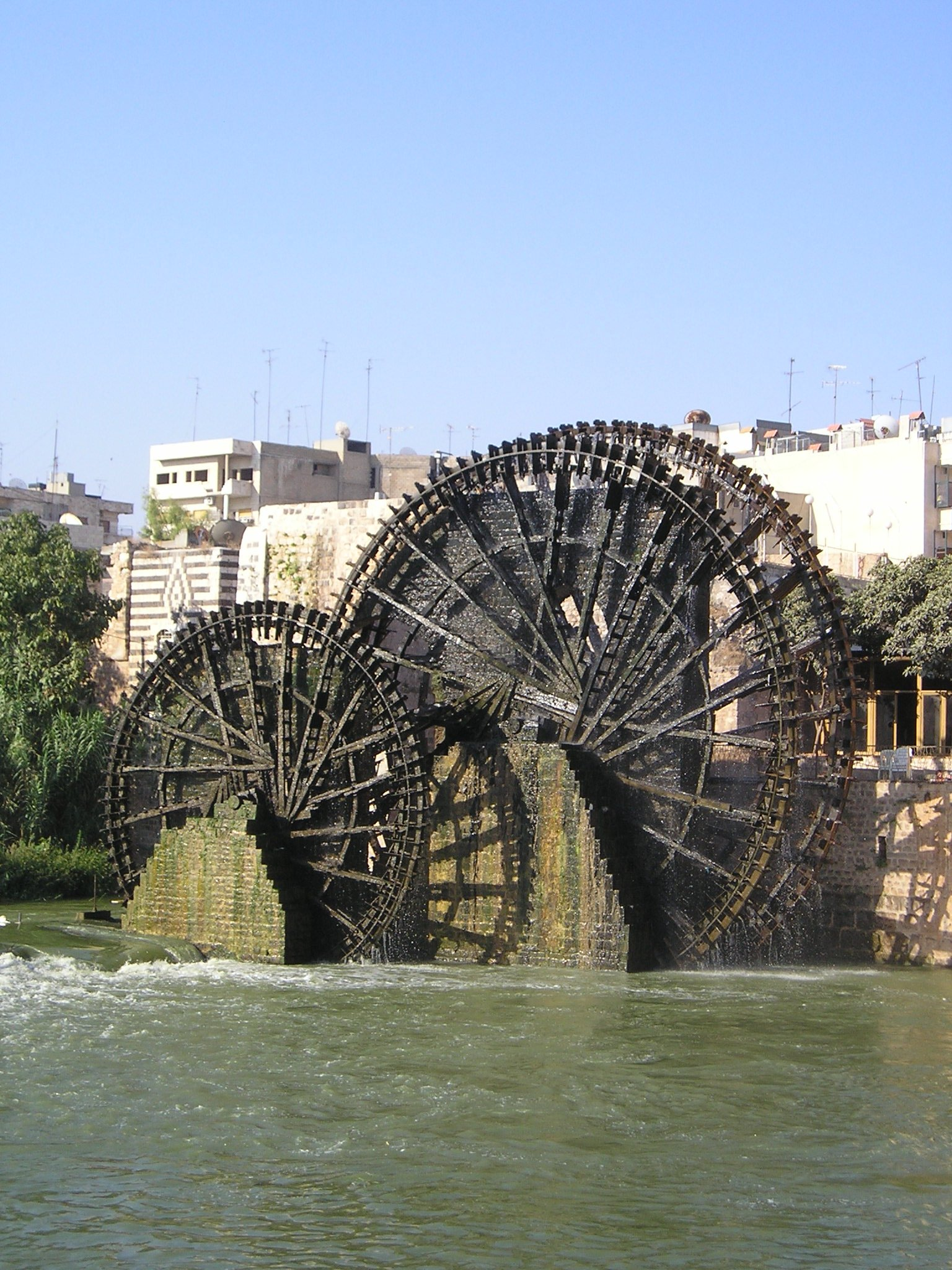
古老大水車

## 外部連結
- E.sy Governmental online services
- Official site of Hama governorate (in Arabic)
- Hama city community on the net (in Arabic)

## 延伸閱讀
- P. J. Riis/V. Poulsen, Hama: fouilles et recherches 1931-1938 (Copenhagen 1957).

35°08′N 36°45′E / 35.133°N 36.750°E